# Drapeta concolor
Espèce
Synonymes
- Liocranum concolor Simon, 1878

Drapeta concolor est une espèce d'araignées aranéomorphes de la famille des Liocranidae.

## Distribution
Cette espèce est endémique de Corse en France.

## Description
La carapace de la femelle décrite par Kraus en 1955 mesure 4,0 mm de long sur 3,7 mm.

## Systématique et taxinomie
Cette espèce a été décrite sous le protonyme Liocranum concolor par Simon en 1878. Elle est placée dans le genre Sagana par Bosselaers en 2024 puis dans le genre Drapeta par Seropian, Bulbulashvili et Krammer en 2024.

## Publication originale
- Simon, 1878 : Les arachnides de France. Paris, vol. 4, p. 1-334 (texte intégral).